# Florencia en el Amazonas
Florencia en el Amazonas es una ópera en dos actos compuesta por Daniel Catán. 

## Historia

### Creación
Contiene elementos de realismo mágico del estilo de Gabriel García Márquez y utiliza un libreto de Marcela Fuentes-Beráin, una de sus alumnas. Los personajes están inspirados por García Márquez, pero la historia no está tomada directamente de ninguna de sus obras. Florencia en el Amazonas fue comisionada por la Grand Opera de Houston, Ópera de Los Ángeles, y la Ópera de Seattle, y tuvo su estreno mundial en Houston el 25 de octubre de 1996 con puesta escénica de Francesca Zambello. Fue la primera ópera en lengua española comisionada por una de las grandes casas de ópera de Estados Unidos. El 18 y 19 de octubre de 2003, el autor estrenó una suite orquestal de la ópera con la Orquesta Sinfónica de Madison.

### Recepción
Florencia en el Amazonas ha tenido las siguientes producciones:
- 1996: Teatro Wortham, Houston, EE. UU., estreno mundial, producción de Francesca Zambello.
- 1997: Los Angeles Opera, EE. UU.. 1997
- 1998 Seattle Opera, marzo de 1998
- 27.05.1999: Palacio de Bellas Artes, Ciudad de México, 27 y 30 de mayo de 1999.
- 28.04.2001: Houston Grand Opera, EEII, (28 de abril a 13 de mayo de 2001) (notas en inglés)
- 16.05.2005: New York, NY. Manhattan School of Music, dirección: Steven Osgood* 26.02.2005: Seattle Opera, EE. UU.. (26 de febrero a 12 de marzo de 2005) (notas en inglés)
- 27.01.2006: East Lansing, MINationa Opera Assoc.
- 02.06.2006: Theater Heidelberg, Alemania (Estreno europeo): 2006 (notas en alemán)
- 20.03.2007: Teatro de Ópera de la Universidad Estatal de Míchigan, EE. UU.., (30 de marzo y 1 de abril de 2007) (notas en inglés)
- 20.07.2008: Ópera de Cincinnati, EE. UU., (10 y 12 de julio de 2008) (notas en inglés)
- 29.01.2009: Moores Opera Center, Universidad de Houston
- 30.09.2009: Universidad de Guadalajara, Dirección: Barbara Schubert* 19.10.2010: Maryland Opera Studio, University of Maryland
- 24.03.2012: Denver, CO Opera Colorado
- 19.06.2013: Salt City, UT Utah Symphony & Opera
- 20.02.2014: Boston, MA, Boston University School for Arts. Director: William Lumpkin
- 22.06.2015: New York City Opera, EE. UU.. Director: Dean Williamson
- 14.11.2015: Arizona Opera, EE. UU..
- 21.11.2015: Tucson Music Hall, EE. UU..
- 08.10.2016: Texcoco, México. Director: Rodrigo Macías.
- 11.10.2016: Metepec, México. Director: Rodrigo Macías.
- 14.10.2016: INDIANA UNIVERSITY BLOOMINGTON. Director: David Neely.
- 03.02.2017: Adrienne Arsht Center,Florencia, EE. UU.
- 18.10.2017: Bogotá, Colombia. Orquesta Nueva Filarmonía. Director: Ricardo Jaramillo González
- 04.27.2018: Madison, Wisconsin Madison Opera
- 05.05.2018: Adrienne Arsht Center, Miami.
- 13.11.2021: Lyric Opera of Chicago, EE. UU.. Director: Jordan de Souza
- 22.03.2022: Auditorio de Tenerife, España. Orquesta Sinfónica de Tenerife. Director: Pedro Halffter
- 2023: Metropolitan Opera, EE. UU. Director: Yannick Nézet-Séguin.
- 2023: Palacio de Bellas Artes, CDMX. Los días 8, 10, 12 y 15 de octubre de 2023. Orquesta y Coro del Teatro de Bellas Artes. Director Iván López Reynoso

## Personajes
| Papel              | Tesitura     | Estreno mundial, 25 de octubre de 1996 Teatro Wortham, Houston Coro y orquesta del Teatro de Bellas Artes (Dirección Vjekoslav Sute) | Estreno en México, 27 de mayo de 1999 Palacio de Bellas Artes de la Ciudad de México (Dirección Guido María Guida) |
| ------------------ | ------------ | --- | --- |
| Florencia Grimaldi | soprano      | Sheri Greenawald | Sheri Greenawald                                                                                                   |
| Rosalba            | soprano      | Yvonne Gonzales | Lourdes Ambriz |
| Paula              | mezzosoprano | Suzanna Guzmán | Encarnación Vázquez                                                                                                |
| Arcadio            | tenor        | s/d | Alfredo Portilla                                                                                                   |
| Álvaro             | barítono     | Héctor Vásquez | Ricardo Santín |
| Ríolobo            | barítono     | Frank Hernández | Genaro Sulvarán |
| Capitán            | bajo         | Gabor Andrasy | Noé Colín |

## Argumento

### Acto I
En el muelle de Leticia, Colombia, mientras los vendedores ofrecen sus exóticas mercancías, la diva Florencia Grimaldi aborda de incógnito el vaporetto “El Dorado” que la llevará a Manaus. Después de una larga ausencia de su tierra amazónica, regresa para reabrir el teatro de la ópera en Brasil. La acción acontece a principios del siglo pasado en un tiempo tan abstracto como la narrativa de este canto. 
Ríolobo, una criatura mítica, quien es un intermediario entre la realidad y el mundo místico del río, nos presenta a los personajes viajantes que acudirán al concierto con enormes y distintas expectativas. 
Rosalba, una joven escritora, está terminando un libro sobre la diva y espera entrevistarla en persona. En el viaje conoce a Arcadio, sobrino del Capitán, quien ha llegado a concluir que su vida debe cambiar, pues quiere ser piloto: vivir en el aire y no en el agua. Los jóvenes, irremediablemente, se atraen.
A su vez, Paula y Álvaro, acuden al concierto de Florencia con la esperanza de reavivar una pasión que ha perdido el brillo a golpe de costumbre. La diva revela, sin que los otros viajantes escuchen, que se dejó engañar por la fama y, al triunfar en Europa y en La Scala de Milán, rechazó su verdadero origen: aquel Amazonas donde espera encontrar al amor que hace una miríada de tiempo perdió por egoísmo. Sin embargo, el Capitán le confiesa que el legendario cazador de mariposas, Cristóbal Ribeiro da Silva, ha desaparecido en la floresta desde hace años. Florencia sufre un golpe en el alma al pensar que su antiguo amante ha muerto. El telón del primer acto rompe una cruenta tormenta que pone en riesgo la sobrevivencia de todos los personajes. 

### Acto II
En aquel escenario de destrucción, Florencia duda si está viva o muerta. Comprueba lo primero cuando sangra y, fortalecida por el carmesí, jura seguir buscando a Cristóbal. Paula, a su vez, desesperada, anuncia que Álvaro cayó al río y lo devoró la corriente. En ese momento, ella se da cuenta de que la unión con su pareja sigue encendida, no concibe la vida sin él. Cuando todos lo dan por muerto, Álvaro aparece confesando que fue la voz de Paula la que lo guio para encontrar el camino hacia la superficie: escucharla le salvó la vida. 
Rosalba llora porque en la tormenta desapareció su libro. Florencia trata de consolarla y rompe su carácter de incógnito para sincerarse con la joven escritora. Los otros viajantes se dan cuenta de la presencia de la diva: han buscado a alguien que tuvieron enfrente desde que el vaporetto zarpó. Además, las palabras de Florencia han ayudado a que el miedo que Rosalba siente por el desamor, amaine como la tormenta y la escritora entrega su espíritu a Arcadio. En un momento climático de entusiasmo, el Capitán anuncia que Manaus está a la vista. Los viajantes se muestran felices y, sin embargo, por azares del destino no podrán desembarcar.   
Florencia eleva su canto para convocar la presencia de Cristóbal y, al hacerlo, experimenta una metamorfosis que la transforma en la Musa Esmeralda, aquella mariposa que en la vida o en la muerte, su amado siempre buscó. 

## Literatura complementaria
* Diccionario de la música española e hispanoamericana (DMEH), obra auspiciada por la Sociedad General de Autores y Editores (SGAE) y por el Instituto Nacional de las Artes Escénicas y de la Música (INAEM) del Ministerio de Educación, Cultura y Deporte de España.
* Gabriel Pareyón. Diccionario Enciclopédico de Música en México. México: Universidad Panamericana 2007; vol. 1, pp. 397-398.
* Octavio Sosa. Diccionario de la ópera mexicana. México: CNCA 2003.

## Grabaciones
| Año  | Reparto | Conductor Teatro y Orquesta                            | Editora                                          |
| ---- | --- | ------------------------------------------------------ | ------------------------------------------------ |
| 2002 | Florencia Grimaldi: Patricia Schuman Rosalba: Ana María Martínez Paula: Suzanna Guzmán Arcadio: Chad Shelton Álvaro: Héctor Vásquez Riolobo: Mark S. Doss Capitán: Oren Gradus | Patrick Summers Houston Grand Opera Orchestra & Chorus | CD: Albany Records 531/32 (2 Cd) (en Amazon.com) |